# 薩龍維爾 (內布拉斯加州)
薩龍維爾（英語：Saronville）是位於美國內布拉斯加州克萊縣的村。

## 人口
根據2020年美國人口普查的數據，薩龍維爾的面積為0.39平方千米，皆為陸地。當地共有人口35人，而人口密度為每平方千米90人。